# Manhattan Cocktail
Pour plus de détails, voir Fiche technique et Distribution.
Manhattan Cocktail est un film américain réalisé par Dorothy Arzner, sorti en 1928.

## Fiche technique
- Titre : Manhattan Cocktail
- Réalisation : Dorothy Arzner
- Scénario : Ernest Vajda, Ethel Doherty et George Marion Jr.
- Photographie : Harry Fischbeck
- Pays d'origine : États-Unis
- Format : Noir et blanc
- Genre : drame
- Date de sortie : 1928

## Distribution
- Nancy Carroll : Babs Clark
- Richard Arlen : Fred Tilden
- Danny O'Shea : Bob Marky
- Paul Lukas : Boris Renov
- Lilyan Tashman : Mme Renov